# Proletus tocachensis
Proletus tocachensis är en mångfotingart som beskrevs av Kraus 1955. Proletus tocachensis ingår i släktet Proletus och familjen Chelodesmidae. Inga underarter finns listade i Catalogue of Life.